# Halopteris polymorpha
Halopteris polymorpha is een hydroïdpoliep uit de familie Halopterididae. De poliep komt uit het geslacht Halopteris. Halopteris polymorpha werd in 1913 voor het eerst wetenschappelijk beschreven door Billard. 